# David Hedgley
David Rice Hedgley Jr. n.  ?, Chicago, Illinois, SUA – d. 13 aprilie 2024) a fost un informatician și matematician american, care a avut contribuții majore în domeniul graficii computerizate. Una dintre contribuțiile sale a fost soluționarea problemei laturii ascunse⁠(d) în grafica computerizată 3D.